# Quellenrepertorium
Ein Quellenrepertorium ist in der Geschichtswissenschaft ein Nachschlagebuch oder Verzeichnis für Quellen. In einem Quellenrepertorium ist der Name der Quelle vermerkt, der Entstehungsort und der Zeitraum abgedruckt. Eine Besonderheit des Repertoriums ist, dass in ihm die vorhandenen Abschriften, Übersetzungen sowie kritische Editionen vermerkt sind. Zusätzlich ist weiterführende Literatur vorhanden.
Bekanntes Beispiel eines solchen Werkes ist das Quellenrepertorium zur neueren deutschen Literaturgeschichte von Paul Raabe (Metzler, Stuttgart).